# Ganay Manuscript
Het Ganay Manuscript is een van de vier kopieën van het theoretisch notitieboek van Pieter Paul Rubens (1577-1640).
In 1720 ging het origineel notitieboek verloren in een brand. Het werk werd in 2012 op een veiling in New York verworven door de Koning Boudewijnstichting. In 1773 werd het manuscript gedeeltelijk in een Franse vertaling gepubliceerd als Théorie de la figure humaine.

## Context
Tijdens een brand bij Frans meubelmaker André-Charles Boulle (1642-1732) ging het origineel manuscript verloren. Het 'de Ganay manuscript' is vernoemd naar de markies die het tijdens de 19e eeuw in bezit had en is een van de vier selectieve kopieën van het origineel. Het notitieboekje bevat Rubens' ideeën rond uiteenlopende onderwerpen als de optica, de symmetrie, de proporties, de anatomie, de architectuur en de menselijke passies.
De Koning Boudewijnstichting besliste dit manuscript aan te kopen omdat het een licht werpt op Rubens’ kunsttheoretische visie. Het was ook een unieke kans om dit document uit het buitenland terug te halen. Van de drie andere kopieën bevinden er zich twee exemplaren in private handen, één in de collectie van de Hertog van Devonshire in Chatsworth en het ander in een Spaanse collectie. Het laatste exemplaar is in het Courtauld instituut (Engeland) bewaard. Ten opzichte van deze drie kopieën bevat het door de Koning Boudewijnstichting aangekochte exemplaar extra tekstmateriaal en enkele latere motieven uit de kring van Leonardo da Vinci en Nicolas Poussin. Deze versie is in tegenstelling tot de anderen geen kladversie maar een zorgvuldige uitvoering met scherpe pen. Ook de persoonlijke bijdrage van de kopiist is een interessant gegeven dat nu verder bestudeerd zal kunnen worden.

Het theoretische notaboek vormt het onderwerp van een van de eerstvolgende delen van het Corpus Rubenianum, de massieve oeuvrecatalogus van het werk van Peter Paul Rubens die tegen 2020 volledig zal gepubliceerd zijn. Dit volume wordt geschreven door Prof Arnout Balis (VUB) in samenwerking met David Jaffé (conservator van de National Gallery in London). Daarom zal het werk in eerste instantie ter beschikking gesteld worden aan het Centrum Rubenianum in Antwerpen voor verder onderzoek.

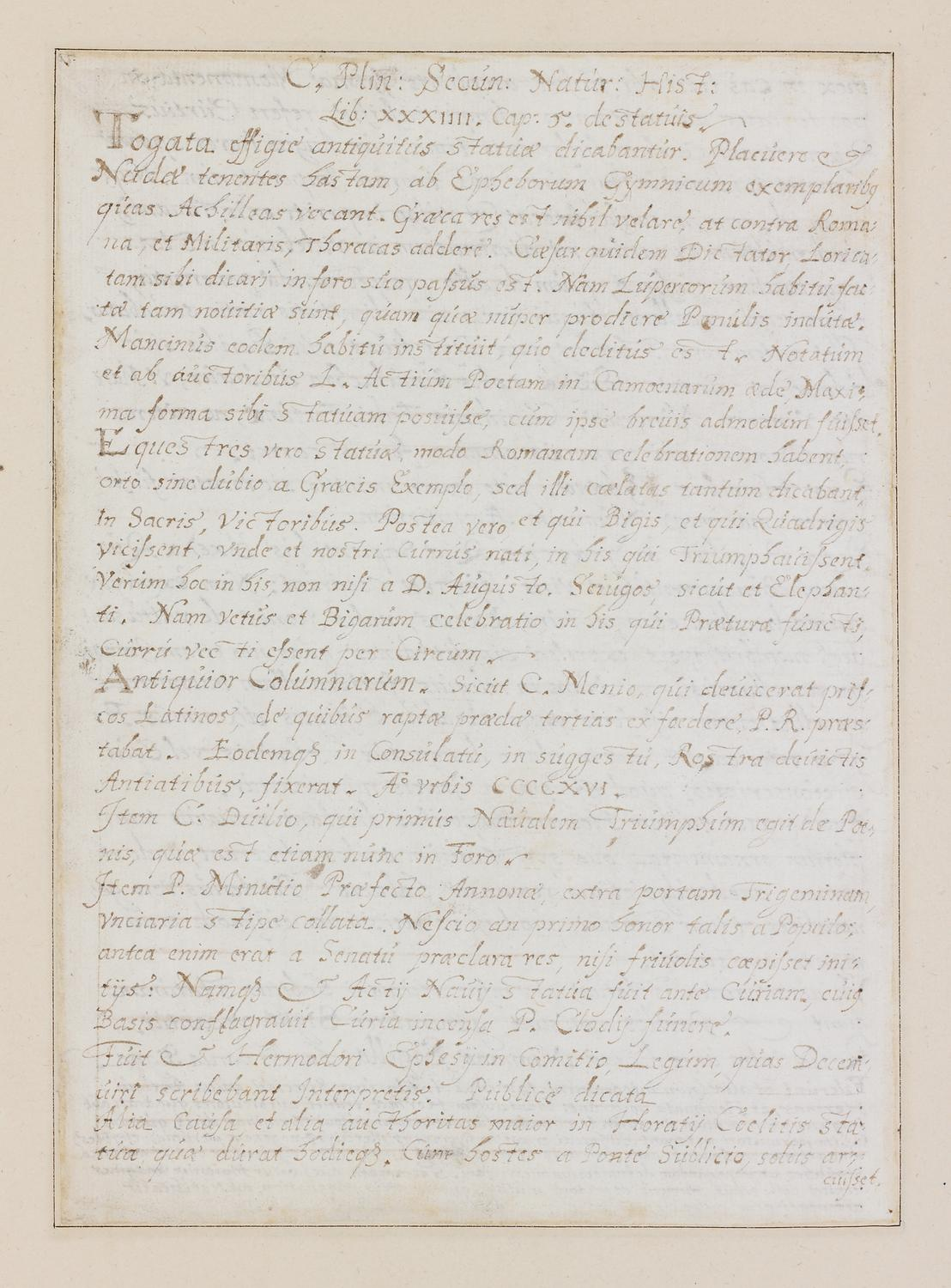
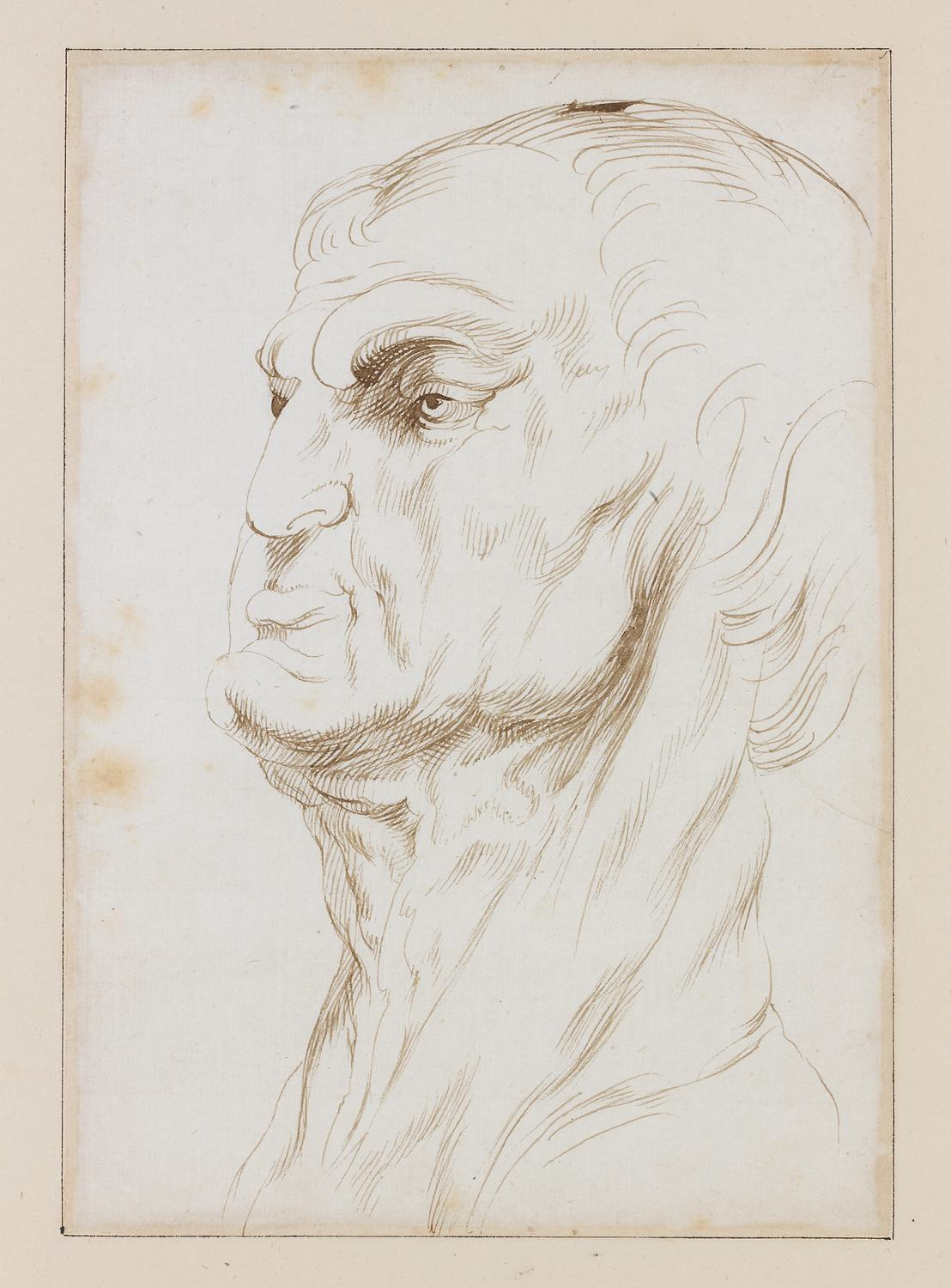
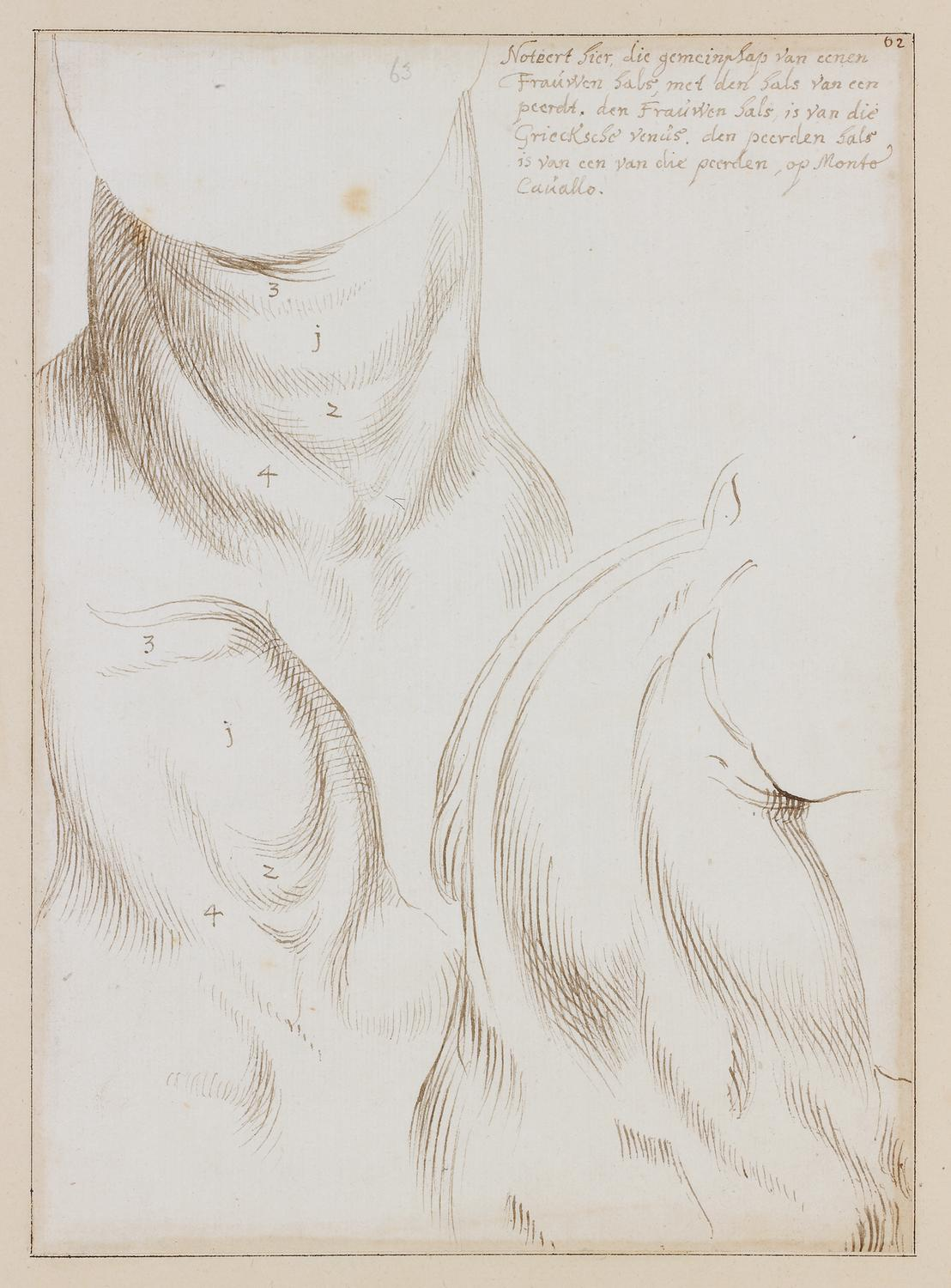
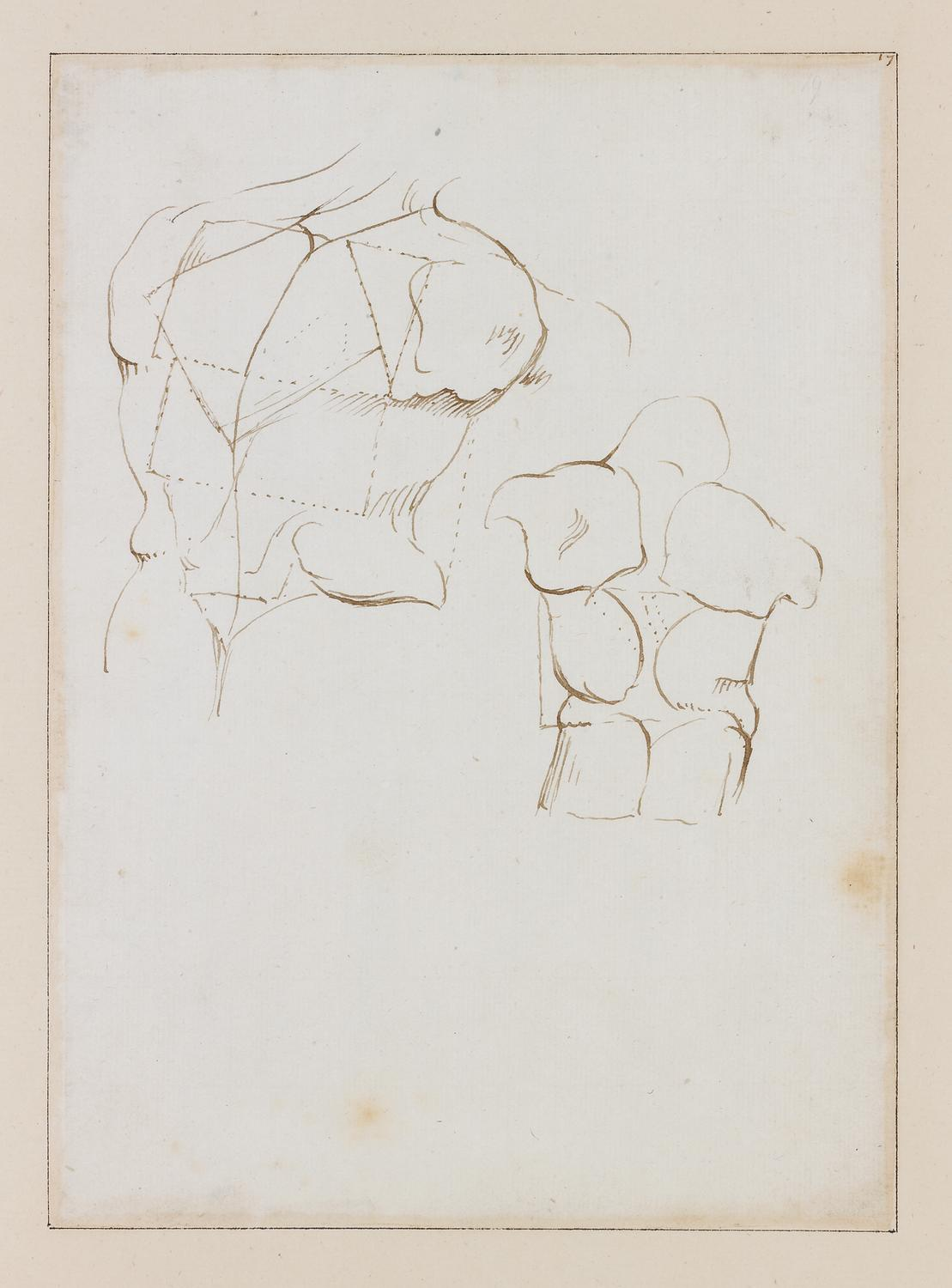
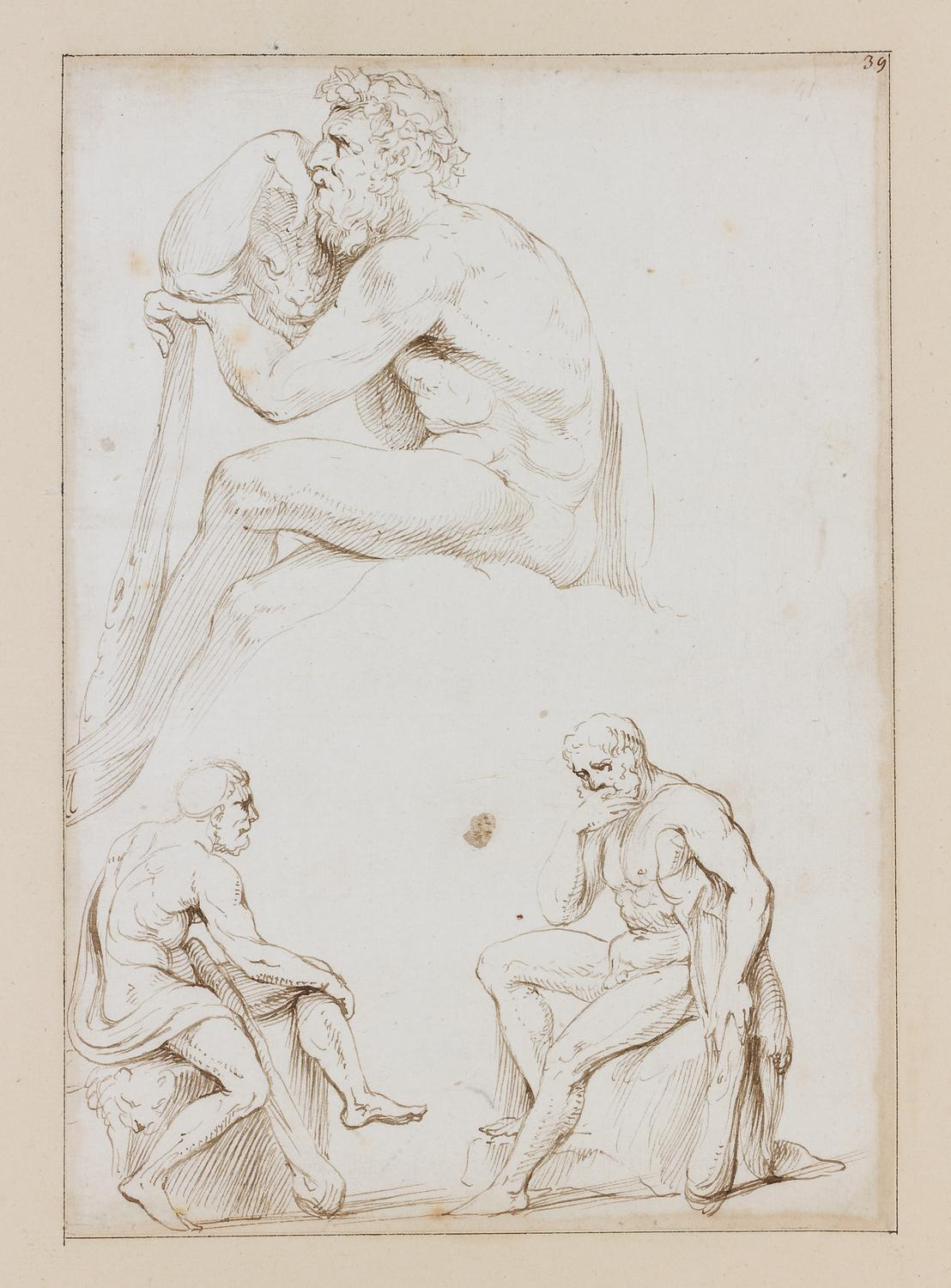
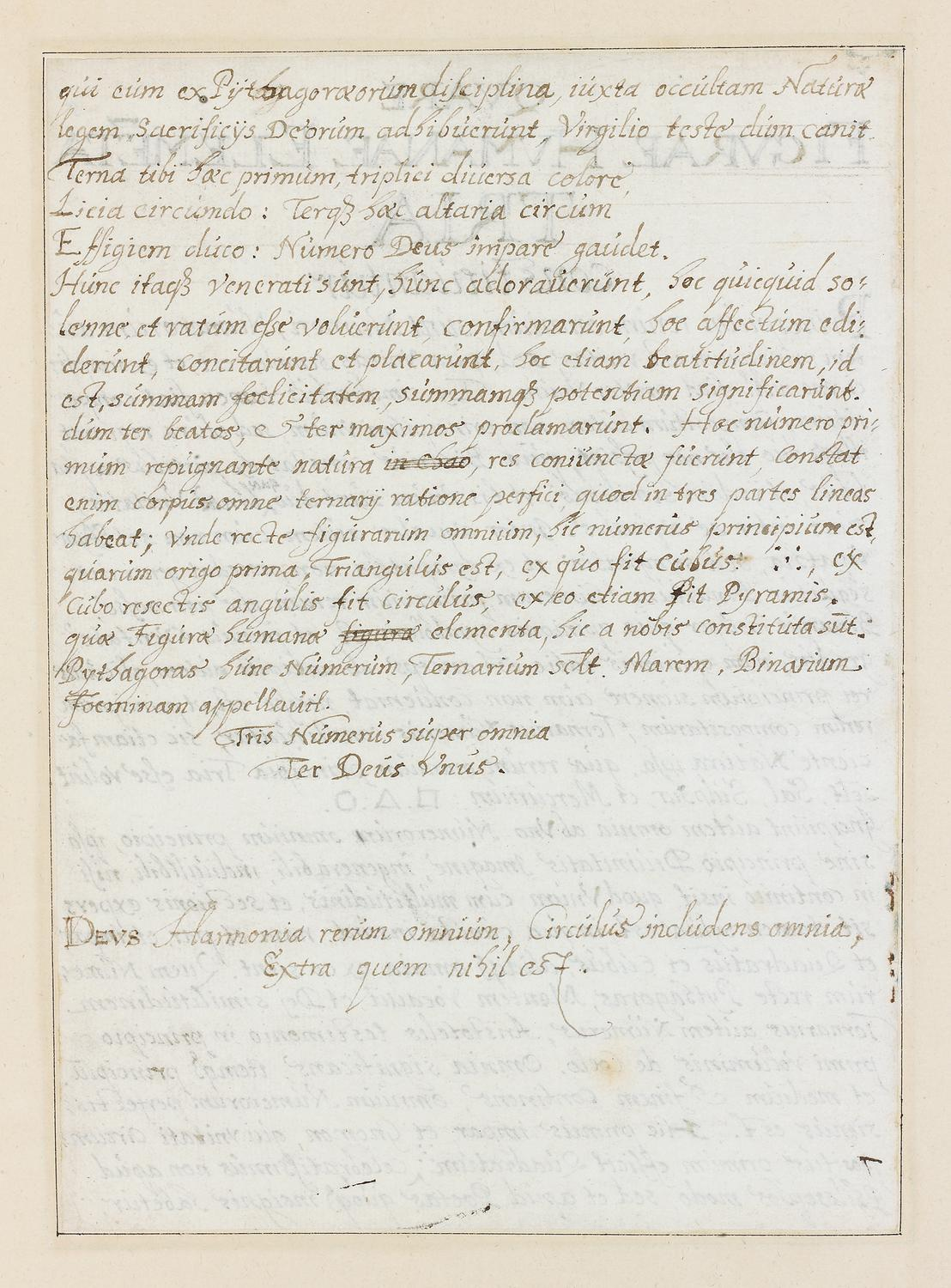
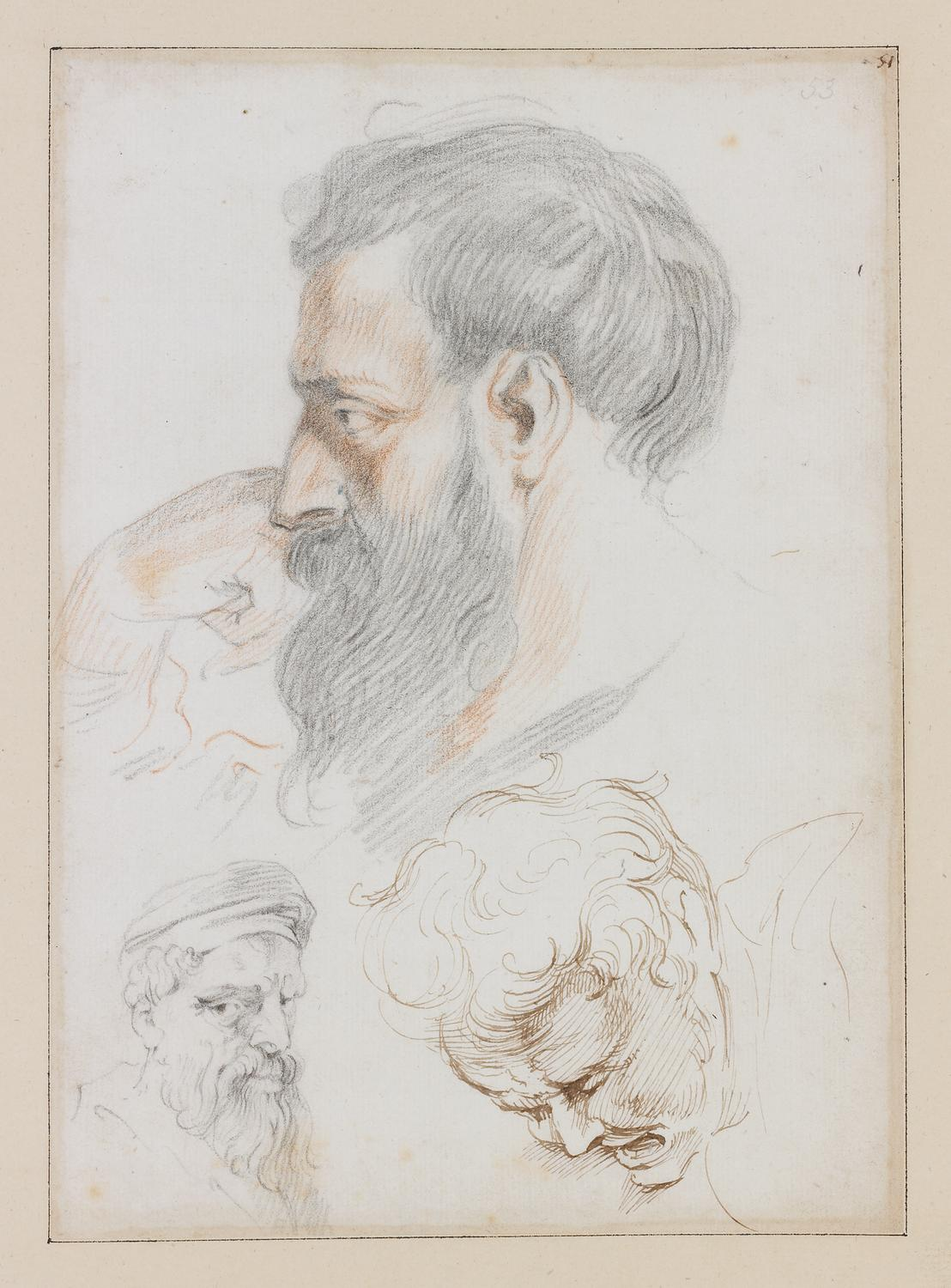
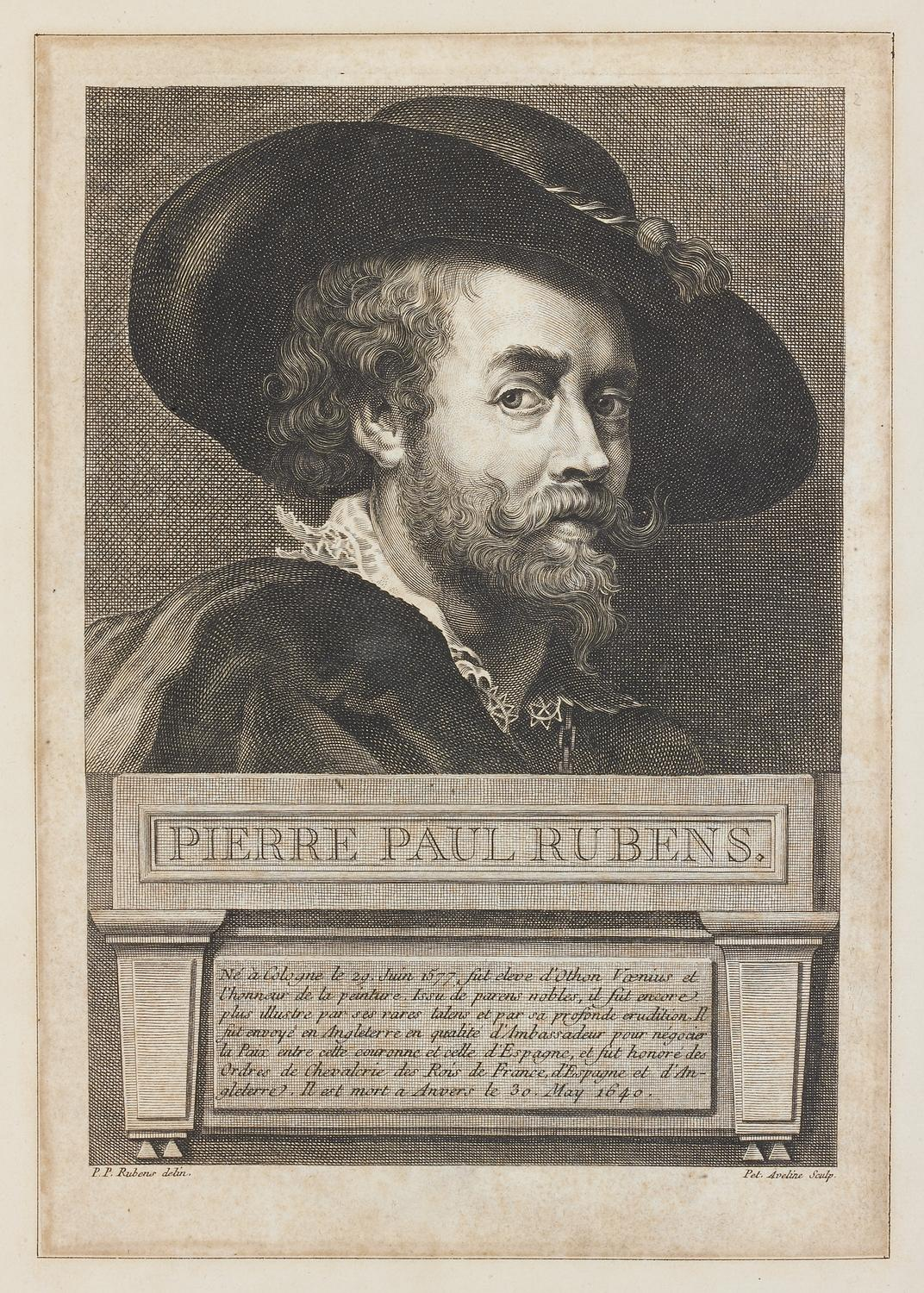
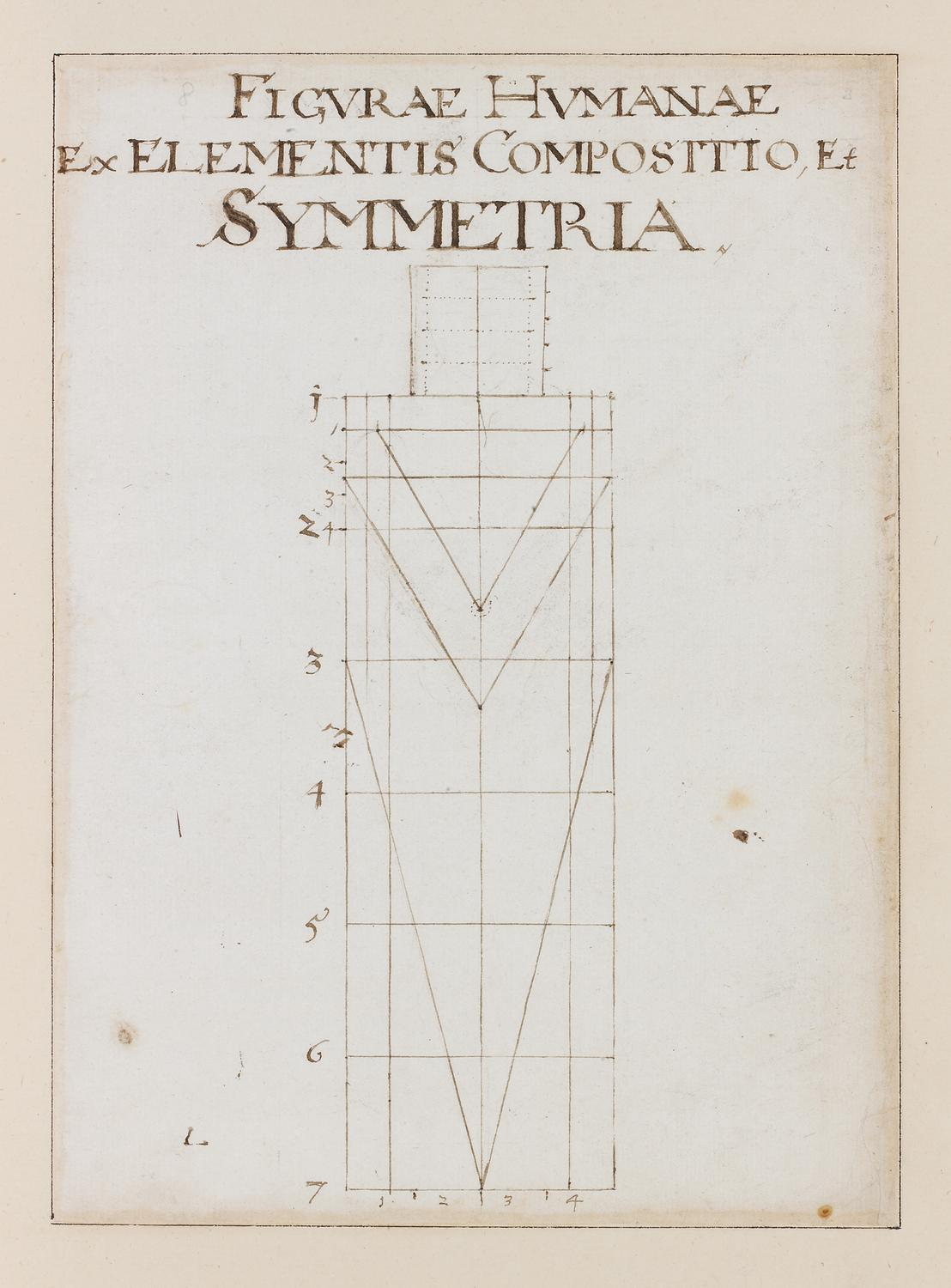